# Santa Cruz de la Sierra Challenger 2004
Il Santa Cruz de la Sierra Challenger 2004 è stato un torneo di tennis facente parte della categoria ATP Challenger Series nell'ambito dell'ATP Challenger Series 2004. Il torneo si è giocato a Santa Cruz de la Sierra in Bolivia dal 15 al 21 novembre 2004 su campi in terra rossa.

## Vincitori

### Singolare
Mariano Puerta ha battuto in finale  Franco Ferreiro con il punteggio di 6(5)–7, 6–4, 6–3

### Doppio
Enzo Artoni /  Ignacio Gonzalez-King hanno battuto in finale  Victor Ioniță /  Gabriel Moraru 6–3, 6–1